# تپه زیرکوره گنجوان
تپه زیرکوره گنجوان در شهرستان هرسین، روستای گنجوان واقع شده و این اثر در تاریخ ۲۴ فروردین ۱۳۸۲ با شمارهٔ ثبت ۸۱۵۳ به‌عنوان یکی از آثار ملی ایران به ثبت رسیده است.